# Salticus
Salticus är ett släkte av spindlar som beskrevs av Pierre André Latreille 1804. Salticus ingår i familjen hoppspindlar.

## Dottertaxa tillSalticus, i alfabetisk ordning[1][2]
- Salticus afghanicus
- Salticus aiderensis
- Salticus albobarbatus
- Salticus albopalpis
- Salticus albovittatus
- Salticus alegranzaensis
- Salticus alpinus
- Salticus amitaii
- Salticus andamanius
- Salticus arenarius
- Salticus atratus
- Salticus attenuatus
- Salticus aubryi
- Salticus austinensis
- Salticus berbruggeri
- Salticus biguttatus
- Salticus bonairensis
- Salticus brasiliensis
- Salticus brevis
- Salticus canariensis
- Salticus candidus
- Salticus cephalicus
- Salticus cingulatus
- Salticus confusus
- Salticus conjonctus
- Salticus curvus
- Salticus dzhungaricus
- Salticus exilis
- Salticus festivus
- Salticus fulvounilineatus
- Salticus fumosus
- Salticus furvus
- Salticus gomerensis
- Salticus guérini
- Salticus guichenoti
- Salticus iteacus
- Salticus jenynsi
- Salticus jugularis
- Salticus latidentatus
- Salticus lilliputanus
- Salticus limbatus
- Salticus major
- Salticus mandibularis
- Salticus marenzelleri
- Salticus meticulosus
- Salticus minax
- Salticus mniszechi
- Salticus modicus
- Salticus mutabilis
- Salticus nigrifrons
- Salticus noordami
- Salticus notatus
- Salticus olivaceus
- Salticus oseryi
- Salticus palpalis
- Salticus paludivagus
- Salticus peckhamae
- Salticus placidus
- Salticus propinquus
- Salticus proruptus
- Salticus prosper
- Salticus proszynskii
- Salticus quagga
- Salticus ravus
- Salticus rufifrons
- Salticus rufolineatus
- Salticus scenicus
- Salticus scitulus
- Salticus sedulus
- Salticus simillimus
- Salticus splendens
- Salticus tabinus
- Salticus tenebricus
- Salticus testaceolineatus
- Salticus tricinctus
- Salticus trunctatus
- Salticus turkmenicus
- Salticus unciger
- Salticus unicolor
- Salticus unispina
- Salticus variegatus
- Salticus v-notatus
- Salticus zanthofrontalis
- Salticus zebraneus